# Tudor Vladimirescu, Iași
Tudor Vladimirescu (în trecut, Principesa Maria) este un sat în comuna Mogoșești-Siret din județul Iași, Moldova, România.